# Turner Cup
La Turner Cup è stato il trofeo assegnato ai vincitori della International Hockey League. Il trofeo prese il proprio nome da Joe Turner, un portiere nato a Windsor, in Ontario. Turner diventò professionista all'interno dell'organizzazione dei Detroit Red Wings, giocando anche una stagione con gli Indianapolis Capitals nella American Hockey League. Turner fu ucciso in Belgio durante la seconda guerra mondiale mentre serviva sotto l'United States Army.

## Storia
Con la nascita della IHL nel 1945 la coppa fu consegnata alle squadre vincitrici dei playoff fino alla chiusura della lega nel 2001, quando il trofeo fu portato presso l'Hockey Hall of Fame di Toronto. Nel luglio del 2007 la United Hockey League cambiò ufficialmente nome in "International Hockey League". La nuova IHL chiese pertanto il permesso di poter assegnare la Turner Cup alla squadra vincitrice del campionato. Durante una cerimonia ufficiale il 24 settembre 2007 fu reintrodotta la Turner Cup in omaggio all'originale coppa della IHL. La nuova IHL durò dal 2007 al 2010, anno in cui la coppa fu nuovamente ritirata e riportata presso l'Hockey Hall of Fame.

## Vincitori e finalisti
| Stagione | Campione                | Finalista                  | Serie |
| -------- | ----------------------- | -------------------------- | ----- |
| 1945-46  | Detroit Auto Club       | Detroit Bright's Goodyears | 2-1   |
| 1946-47  | Detroit Hettche         | Detroit Bright's Goodyears | 3-0   |
| 1947-48  | Toledo Mercurys         | Detroit Hettche            | 4-1   |
| 1948-49  | Detroit Hettche         | Toledo Mercurys            | 4-3   |
| 1949-50  | Chatham Maroons         | Sarnia Sailors             | 4-3   |
| 1950-51  | Toledo Mercurys         | Grand Rapids Rockets       | 4-1   |
| 1951-52  | Toledo Mercurys         | Grand Rapids Rockets       | 4-2   |
| 1952-53  | Cincinnati Mohawks      | Grand Rapids Rockets       | 4-0   |
| 1953-54  | Cincinnati Mohawks      | Johnstown Jets             | 4-2   |
| 1954-55  | Cincinnati Mohawks      | Troy Bruins                | 4-3   |
| 1955-56  | Cincinnati Mohawks      | Toledo Mercurys            | 4-0   |
| 1956-57  | Cincinnati Mohawks      | Indianapolis Chiefs        | 3-0   |
| 1957-58  | Indianapolis Chiefs     | Louisville Rebels          | 4-3   |
| 1958-59  | Louisville Rebels       | Fort Wayne Komets          | 4-2   |
| 1959-60  | St. Paul Saints         | Fort Wayne Komets          | 4-3   |
| 1960-61  | St. Paul Saints         | Muskegon Zephyrs           | 4-1   |
| 1961-62  | Muskegon Zephyrs        | St. Paul Saints            | 4-0   |
| 1962-63  | Fort Wayne Komets       | Minneapolis Millers        | 4-1   |
| 1963-64  | Toledo Blades           | Fort Wayne Komets          | 4-2   |
| 1964-65  | Fort Wayne Komets       | D.M. Oak Leafs             | 4-2   |
| 1965-66  | Port Huron Flags        | Dayton Gems                | 4-1   |
| 1966-67  | Toledo Blades           | Fort Wayne Komets          | 4-2   |
| 1967-68  | Muskegon Mohawks        | Dayton Gems                | 4-1   |
| 1968-69  | Dayton Gems             | Muskegon Mohawks           | 3-0   |
| 1969-70  | Dayton Gems             | Port Huron Flags           | 4-3   |
| 1970-71  | Port Huron Flags        | D.M. Oak Leafs             | 4-2   |
| 1971-72  | Port Huron Wings        | Muskegon Mohawks           | 4-2   |
| 1972-73  | Fort Wayne Komets       | Port Huron Wings           | 4-2   |
| 1973-74  | Des Moines Capitols     | Saginaw Gears              | 4-2   |
| 1974-75  | Toledo Goaldiggers      | Saginaw Gears              | 4-3   |
| 1975-76  | Dayton Gems             | Port Huron Flags           | 4-0   |
| 1976-77  | Saginaw Gears           | Toledo Goaldiggers         | 4-3   |
| 1977-78  | Toledo Goaldiggers      | Port Huron Flags           | 4-3   |
| 1978-79  | Kalamazoo Wings         | Grand Rapids Owls          | 4-3   |
| 1979-80  | Kalamazoo Wings         | Fort Wayne Komets          | 4-2   |
| 1980-81  | Saginaw Gears           | Kalamazoo Wings            | 4-0   |
| 1981-82  | Toledo Goaldiggers      | Saginaw Gears              | 4-1   |
| 1982-83  | Toledo Goaldiggers      | Milwaukee Admirals         | 4-2   |
| 1983-84  | Flint Generals          | Toledo Goaldiggers         | 4-0   |
| 1984-85  | Peoria Rivermen         | Muskegon Lumberjacks       | 4-3   |
| 1985-86  | Muskegon Lumberjacks    | Fort Wayne Komets          | 4-0   |
| 1986-87  | Salt Lake Golden Eagles | Muskegon Lumberjacks       | 4-2   |
| 1987-88  | Salt Lake Golden Eagles | Flint Spirits              | 4-2   |
| 1988-89  | Muskegon Lumberjacks    | Salt Lake Golden Eagles    | 4-1   |
| 1989-90  | Indianapolis Ice        | Muskegon Lumberjacks       | 4-0   |
| 1990-91  | Peoria Rivermen         | Fort Wayne Komets          | 4-2   |
| 1991-92  | Kansas City Blades      | Muskegon Lumberjacks       | 4-0   |
| 1992-93  | Fort Wayne Komets       | San Diego Gulls            | 4-0   |
| 1993-94  | Atlanta Knights         | Fort Wayne Komets          | 4-2   |
| 1994-95  | Denver Grizzlies        | Kansas City Blades         | 4-0   |
| 1995-96  | Utah Grizzlies          | Orlando Solar Bears        | 4-0   |
| 1996-97  | Detroit Vipers          | Long Beach Ice Dogs        | 4-2   |
| 1997-98  | Chicago Wolves          | Detroit Vipers             | 4-3   |
| 1998-99  | Houston Aeros           | Orlando Solar Bears        | 4-3   |
| 1999-00  | Chicago Wolves          | G. Rapids Griffins         | 4-2   |
| 2000-01  | Orlando Solar Bears     | Chicago Wolves             | 4-1   |
| 2007-08  | Fort Wayne Komets       | Port Huron Icehawks        | 4-3   |
| 2008-09  | Fort Wayne Komets       | Muskegon Lumberjacks       | 4-1   |
| 2009-10  | Fort Wayne Komets       | Flint Generals             | 4-1   |